# Кнохе, Робин
Робин Кнохе (нем. Robin Knoche; род. 22 мая 1992, Брауншвейг, Нижняя Саксония) — немецкий футболист, защитник клуба «Нюрнберг».

## Клубная карьера
Кнохе начал карьеру выступая за малоизвестные детские команды «Германия Ламме» и «Олимпия Брауншвейг». В 2005 году он перешёл в академию футбольного клуба «Вольфсбург». В 2010 году Робин начал выступления за дублирующий состав «волков» в региональной лиге Германии. 9 апреля 2011 года он попал в заявку на матч против «Шальке 04», но на поле так и не вышел. В августе того же года в поединке против мёнхенгладбахской «Боруссии» Кнохе дебютировал в Бундеслиге, заменив во втором тайме Жозуэ. Первые два сезона Робин редко попадал в основной состав, но начиная с сезона 2013/14 он стал одним из основных защитников «Вольфсбурга». 17 августа 2013 года в матче против «Шальке 04» он забил свой первый гол за «волков». В 2014 году Кнохе помог клубу выиграть Кубок, а спустя год Суперкубок Германии.

## Международная карьера
В 2015 году в составе молодёжной сборной Германии Кнохе принял участие в молодёжном чемпионате Европы в Чехии. На турнире он сыграл в матче против Сербии.

## Достижения
«Вольфсбург»
- Обладатель Кубка Германии: 2014/15
- Обладатель Суперкубка Германии: 2015